# Poręba (gmina w województwie warszawskim)
Poręba (alt. Poręby) – dawna gmina wiejska istniejąca do 1954 roku w woj. białostockim/woj. warszawskim (dzisiejsze woj. mazowieckie). Siedzibą władz gminy była Poręba.
Gmina powstała w Królestwie Polskim w 1868 roku w powiecie ostrowskim w guberni łomżyńskiej, z części obszaru zniesionej gminy Nagoszewo. 
Przez większą część okresu międzywojennego gmina Poręba należała do powiatu ostrowskiego w woj. białostockim.
1 lipca 1925 z gminy Poręba wyłączono wsie Dudy, Grabownica Nowa, Grabownica Stara, Grzybowskie Morgi, Kacpury, Kuskowizna i Sagaje oraz folwark Grzybowskie, włączając je do Ostrowi.
1 kwietnia 1939 roku gminę Poręba wraz z całym powiatem ostrowskim przyłączono do woj. warszawskiego.
Po wojnie gmina zachowała przynależność administracyjną. Według stanu z 1 lipca 1952 roku gmina była podzielona na 17 gromad. Gmina została zniesiona 29 września 1954 roku wraz z reformą wprowadzającą gromady w miejsce gmin. Jednostki nie przywrócono 1 stycznia 1973 roku po reaktywowaniu gmin, a jej terytorialny dawny obszar wszedł w skład gmin Brok, Brańszczyk i Ostrów Mazowiecka.